# Mahmud az-Zahar

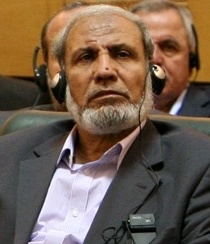
Mahmud az-Zahar (2011)

Mahmud az-Zahar oder Mahmoud al-Zahar (* 1945 in Gaza; arabisch محمود الزهار, DMG Maḥmūd az-Zahār; auch als al-Sahar transkribiert) ist ein palästinensischer Politiker. Er war Außenminister der Hamas, ist einer der Gründer der Terrororganisation Hamas und gehört als Führer des radikalen Flügels zu den so genannten Top Five der Hamas-Führung im Gazastreifen.

## Leben

### Jugend und Studium
az-Zahars Vater ist Palästinenser, seine Mutter Ägypterin. Über seine Jugend ist wenig bekannt. Im Alter von 26 Jahren schloss er sein Studium der Medizin an der Universität Kairo ab und erwarb fünf Jahre später einen Master in allgemeiner Chirurgie an der Ain-Schams-Universität in Kairo.
Er war einer der Mitbegründer der Palestinian Medical Society und einer der wichtigsten Gründer der Islamischen Universität in Gaza im Jahre 1978.

### Hamas
az-Zahar war bei der Gründung der Hamas in den Jahren 1987 bis 1988 behilflich und blieb seitdem einer ihrer wichtigsten Offiziellen und ihr Sprecher. Es wurde deshalb gemutmaßt, er sei nach der Tötung Ahmad Yasins durch Israel im Jahre 2004 zu ihrem Führer geworden. Die Hamas hat diese Gerüchte zurückgewiesen und weigert sich – aus Angst vor neuerlichen israelischen Vergeltungsmaßnahmen – und gezielten Tötungen, ihren neuen Kommandanten zu benennen.
az-Zahar gewann bei den Wahlen zum palästinensischen Legislativrat im März 2006 einen Sitz und wurde Außenminister. 1996 hatte er sich noch gegen eine Teilnahme der Hamas bei den Wahlen ausgesprochen. Er gilt als „Hardliner“ innerhalb der Hamas; den befristeten Waffenstillstand einiger palästinensischer Widerstandsgruppen, der 2006 auslief, trug er allerdings mit, obwohl er sich zuvor scharf gegen eine solche Maßnahme ausgesprochen hatte.
Nach den Wahlen hat Mahmud az-Zahar entgegen früheren Aussagen die Verhandlung mit Israel über eine dritte Partei nicht grundsätzlich ausgeschlossen. Als Außenminister ist er jedoch damit gescheitert, den internationalen Boykott gegen die Hamas aufzuweichen.
az-Zahar wurde mehrmals sowohl von Israel als auch der PA inhaftiert, deren partielle Zusammenarbeit mit dem „zionistischen Gebilde“ er ablehnt und deren Weisungsbefugnis er ignoriert. Anfang der 1990er wurde er zusammen mit mehr als 400 anderen Palästinensern unter Terrorismusanschuldigung von Israel in den Libanon ausgewiesen. Später kam es zu einem Anschlag auf sein Leben, als am 10. September 2003 ein israelisches F-16-Kampfflugzeug eine Bombe auf sein Haus in Rimal abwarf. Dabei wurde er jedoch nur leicht verletzt; sein Sohn Chalid und ein persönlicher Leibwächter kamen bei dem Angriff hingegen ums Leben und 20 weitere Personen – einschließlich az-Zahars Tochter – wurden verletzt. Am 15. Januar 2008 kam sein Sohn Hussam bei Kämpfen während eines israelischen Vorstoßes ums Leben.
az-Zahar war 2009 Verhandlungsführer in den Gesprächen, die zu einer sechs Monate langen Waffenruhe mit Israel geführt hatten.
In einem Interview mit der britischen Zeitschrift The Economist beschrieb az-Zahar am 31. Januar 2008 seine und die Vision der Hamas von einem zukünftigen Palästina als Teil eines gesamtislamisch-arabischen Staates. Dabei korrigierte er die Vorstellung von einer selbständigen, aus der Geschichte abzuleitenden palästinensischen Unabhängigkeit: „‚We [Palestinians] were never an independent state in history,‘ he notes. ‚We were part of an Arab state and an Islamic state.‘“ („Wir Palästinenser waren niemals in der Geschichte ein unabhängiger Staat. Wir waren Teil eines arabischen und eines islamischen Staates.“)